# Kīleh Shīn
Kīleh Shīn (persiska: کیله‌شين, kurdiska: کێلەشین) är en ort i Iran.   Den ligger i provinsen Kurdistan, i den nordvästra delen av landet, 500 km väster om huvudstaden Teheran. Kīleh Shīn ligger 1 719 meter över havet och antalet invånare är 517.
Terrängen runt Kīleh Shīn är huvudsakligen kuperad. Kīleh Shīn ligger nere i en dal.Runt Kīleh Shīn är det ganska glesbefolkat, med 50 invånare per kvadratkilometer. Närmaste större samhälle är Bāneh, 15,9 km sydväst om Kīleh Shīn. Trakten runt Kīleh Shīn består i huvudsak av gräsmarker.